# National Rifle Association (Wielka Brytania)
National Rifle Association (skr. NRA) jest zarejestrowaną brytyjską organizacją charytatywną.
Założona w 1859 roku, 12 lat przed lepiej znany amerykański imiennik. Jej cele charytatywne to „promowanie i zachęcanie strzelców wyborowych w dominiach królowej w interesie obrony i trwałości ochotniczych i pomocniczych sił, marynarki, wojska i lotnictwa”. Formalnym celem organizacji charytatywnej jest promowanie skuteczności sił zbrojnych Korony lub policji, straży pożarnej i ratownictwa czy pogotowia ratunkowego. National Shooting Centre w Bisley jest spółką zależną należącą w całości do stowarzyszenia.